# Viola macedonica
Viola macedonica är en violväxtart. Viola macedonica ingår i släktet violer, och familjen violväxter.

## Underarter
Arten delas in i följande underarter:
- V. m. bosniaca
- V. m. macedonica